# Socuéllamos (kommun)
Socuéllamos är en kommun i Spanien.   Den ligger i provinsen Provincia de Ciudad Real och regionen Kastilien-La Mancha, i den centrala delen av landet, 150 km sydost om huvudstaden Madrid. Antalet invånare är 13 792.